# Safrole
Le safrole est un phénylpropène. Aussi connu sous le nom de shikimol, on le retrouve sous forme de liquide légèrement jaune ou incolore. Il est le principal constituant de l'huile de sassafras.

## Origine
Le safrole est naturellement présent en petites quantités dans de nombreux végétaux, desquels il prévient l'attaque de certains insectes. Les principales plantes utilisées pour son extraction sont Sassafras albidium, un arbre originaire de l'est de l'Amérique du Nord, et Ocotea pretiosa, une plante poussant au Brésil. On en tire l'huile essentielle, principalement composée de safrole, et on la distille.
On le retrouve également dans certaines épices comme la cannelle, la noix de muscade et le poivre noir, de même que dans certaines fines herbes tel le basilic.
Il est aussi synthétisé en laboratoire à partir de substrats méthylènedioxy-.

## Utilisation
Le safrole sert de précurseur à la synthèse du pesticide synergétique butoxyde pipéronilique (PBO).
Il est aussi utilisé dans la synthèse du MDMA (ecstasy).
Autrefois, en Amérique du Nord, le safrole entrait dans la composition de la racinette, mais ce n'est plus le cas depuis que la Food and Drugs Administration (FDA), à la suite de la découverte de sa cancérogénicité auprès des rats, le bannit en 1960. Il était aussi présent dans certains savons et parfums jusqu'à ce que l'Association internationale du parfum en régule l'usage en 1976, limitant à 0,01 % la concentration de safrole dans ces produits.

## Cancérigénocité
Le safrole s'est révélé être faiblement cancérigène chez le rat. On pense que c'est également le cas pour l'humain, mais on n'en a aucune preuve à ce jour et cela a été remis en question par certaines études.